# Stark (Nowy Jork)
Stark – miasto w Stanach Zjednoczonych, w stanie Nowy Jork, w hrabstwie Herkimer.